# رسوب‌دهنده الکترواستاتیکی

شماتیکی از طرز کار یک رسوب‌دهنده الکترواستاتیکی

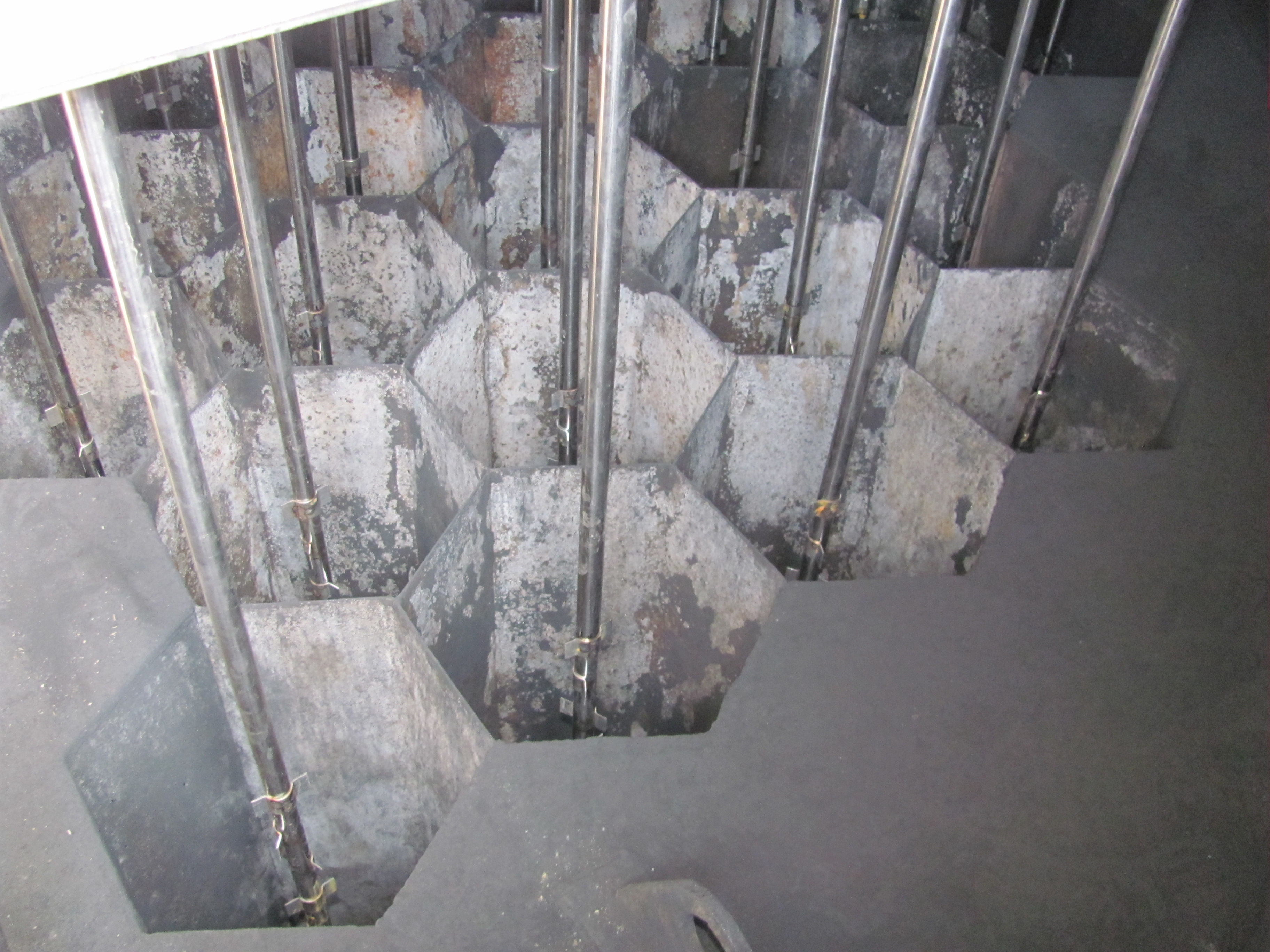
نمای داخلی یک رسوب‌دهنده الکترواستاتیکی

رسوبده ایستابرقی یا فیلترالکترواستاتیک یا نشست‌دهنده الکترواستاتیک (به انگلیسی: Electrostatic precipitator) دستگاهی است که با ایجاد یک میدان الکتریکی، ذرات موجود در گاز (عموماً هوا) را از آن جدا می‌سازد. مزیت برتر این فیلتر نسبت به بقیه فیلترها این است که افت فشار کمتری در مسیر جریان هوا ایجاد می‌کند. همچنین برای جداسازی ذرات کمتر از یک میکرون که فیلترهای دیگر بازده جداسازی پایینی دارند استفاده از این فیلتر مناسب می‌باشد.
با استفاده از تکنولوژی نانو قابلیت جذب الکتریکی ذرات آلرژی زا و دوده هوا را دارا می باشد. این فیلتر با خاصیت بار الکتریکی،جاذب ذرات باردار معلق در هوا توسط صفحات الکترو استاتیک است و همچنین قابل شستشو نیز می باشد که موجب افزایش طول عمر فیلتر ها نیز می گردد. با این سیستم ها به محض شروع عمل فیلترینگ هیچ خروجی به صورت دود یا غبار نداریم. رسوب دهنده های الکترواستاتیک از شیوه های مطرح در زمینه تصفیه هوای آلوده می باشند و به عنوان بخش اولیّه سیستم تهویه در نیروگاهها، صنایع مختلف و بیمارستانها جهت کنترل ذرات جامد یا قطرات مایع با افت فشار پایین به کار می روند.
فیلترهای الکترواستاتیک معمولاً از سیمهای نازکی تحت عنوان الکترودهای تخلیه تشکیل شده اند که به طور منظم بین صفحات با بار مخالف یعنی الکترودهای جمع آوری قرار گرفته اند. با اعمال ولتاژ بالا به این الکترودها، میدان الکتریکی قوی ایجاد میگردد که موجب باردار کردن ذرات و سپس جذب آنها توسط صفحات جمع آوری می شود. بدین ترتیب از طریق فیلترهای الکترواستاتیک می توان برای تصفیه ی هوا استفاده نمود.

## روش کار
این فیلتر طی دو مرحله عمل جداسازی ذرات را انجام می‌دهد. در مرحله اول ذرات معلق در هوا پس از عبور از کرونای تخلیه که ناحیه کوچکی در فیلتر است و با نور بنفش مشخص می‌شود باردار می‌شوند. در مرحله دوم این ذرات که به بار اشباع خود رسیده‌اند توسط یک میدان‌الکتریکی قوی از جریان هوا جدا گردیده و به سوی یک الکترود که جهت خنثی‌سازی بار این ذرات بکار می‌رود حرکت کرده و در آنجا با از دست دادن بار خود بر روی یک بستر مناسب ته‌نشین می‌شوند.

## بازدهی
بازدهی این فیلترها به دو عامل مدت زمانی که جریان هوا از ناحیه جداسازی عبور می‌کند و مدت زمانی که ذره باردار به الکترود بیرونی می‌رسد بستگی دارد. با توجه به بررسی‌ها و آزمایش‌های انجام شده با استفاده از یک فیلتر الکترواستاتیک ساده می‌توان هشتاد درصد از ذرات دوده خروجی را از فیلتر جدا کرد.